# Obata Toramori
Obata Toramori (小幡 虎盛, Obata Toramori, 1491 (ou 1505 selon certaines sources)-14 juillet 1561) était le père de Obata Masamori et l'un des célèbres 24 généraux de Shingen Takeda. D'abord au service de Takeda Nobutora, il sera récompensé par celui-ci en étant autorisé à inclure « tora » (« tigre ») dans son nom.
Au cours de sa carrière au service des Takeda, il est connu pour avoir été blessé quarante fois en trente rencontres. Il est mort de maladie en 1561 au château de Kaizu.